# 126 до н. е.

## Народились
- Квінт Росцій — відомий давньоримський комічний актор часів пізньої Римської республіки, театральний новатор.